# 미분기하학
미분기하학(微分幾何學, differential geometry)은 기하학의 문제를 다루기 위해 미적분, 해석학, 선형대수학, 그리고 다중선형대수학을 이용한 수학의 한 분야이다. 3차원 유클리드 공간에서의 평면, 곡면 그리고 곡선에 대한 이론들이 18세기와 19세기 동안 미분 기하학의 발전의 기초가 되었다. 19세기 후반부터, 미분 기하학은 매끄러운 다양체의 기하적 구조를 조금 더 일반적으로 다루는 한 분야로 성장했다. 미분 기하학은 미분위상수학과 긴밀히 연결되어 있고 기하학의 관점으로 볼때 미분 방정식과도 관련이 있다. 리치 흐름(Ricci flow)을 이용한 푸앵카레 추측에 대한 그리고리 페렐만의 증명은 위상 수학 문제의 접근에서 미분 기하학적 툴의 강력함을 보여주었으며 해석적 방법이 중요하다는 것을 다시 한 번 보여주었다. 특히, 곡면에 대한 미분 기하학은 미분 기하학의 특성에 대해 많은 이해와 기법의 단초를 제공한다.

## 하부 분야

### 리만 기하학
리만 기하학은 계량 텐서가 주어진 리만 다양체와 매끄러운 다양체에 대해 연구한다. 리만 계량 텐서는 매끄러운 양의 정부호 대칭 이중선형꼴로 각 점에서의 접평면에서 정의되는 거리에 대한 개념이다. 리만 기하학은 각 점에서 "미소"하게, 즉, 1차 근사로, 유클리드 공간으로 여길수 있지만 실제로 공간이 평평할 필요가 없는 공간에서 유클리드 기하를 일반화시켰다. 곡선의 길이, 면의 넓이, 입체의 부피 같은 길이에 대한 다양한 개념들을 리만 기하학에서 모두 자연스럽게 유추할 수 있다. 다변수 미적분학에서 함수의 방향 도함수의 개념이 리만 기하학에서는 텐서의 공변 미분으로 확장되었다. 해석학과 미분방정식의 많은 개념과 기법들이 리만 다양체를 정의하여 일반화되었다.
리만 다양체 사이에 거리를 보존하는 미분동형사상은 등거리변환이라 부른다. 이 개념 또한 국소적(즉, 한 점의 좁은 근방)으로 정의될 수 있다. 어느 두 표준 곡선은 지역적으로 등거리 변환이다. 하지만 이미 가우스의 빼어난 정리는 표면에서 지역적 등거리변환의 존재성이 강한 양립가능성을 의미한다는 것을 보여주었다. 즉, 대응되는 점들의 가우스 곡률은 반드시 같아야 한다. 고차원에서 리만 곡률 텐서는 리만 다양체와 관련된 얼마나 평평한지를 측정해주는 각 점을 기준으로 한 좋은 불변량이다. 리만 다양체의 중요한 류(class)는 리만 대칭 공간이다. 리만 대칭 공간의 곡률은 꼭 일정할 필요가 없다. 이들은 유클리드 기하와 비유클리드 기하에서의 "보통의" 평면과 공간에서 가장 근접한 유추이다.

### 준 리만 기하학
준 리만 기하학(영어: pseudo-Riemannian geometry)은 계량 텐서가 양의 정부호일 필요가 없는 경우의 리만 기하학을 일반화시킨 것이다.
로런츠 다양체는 준 리만 기하학의 특수한 경우이다. 로렌츠 다양체는 일반 상대성 이론의 수학적 토대를 이룬다.

### 기하 해석학
(비)선형 편미분 방정식을 이용하여 미분 위상수학과 미분 기하학의 결과들을 얻는 분야이다. 극소 곡면에 관한 이론, 호지 이론 등등이 기하 해석학의 결과들이다. 푸엥카레의 추측이 기하 해석학의 주요 문제 중 하나이다.

## 관련된 수학

### 리군
리 군(Lie group)은 군(group)이면서 매끄러운 다양체다. 기하학적 대칭들로 이뤄진 군들은 리 군인 경우가 많다. 대표적으로, 평면 상에서 회전군 U(1), 3차원 유클리드공간 상에서 회전군 SO(3)가 있다. 또한 여러 가지 중요한 행렬군들인 일반선형군 GL(n), 유니터리 군 U(n), 특수 유니터리 군 SU(n), 직교군 O(n) 등도 리 군이다.

## 내적 성질과 외적 성질
18세기 초중반부터 미분기하는 외적 관점으로 연구되었다. 곡선과 곡면은 고차원 유클리드 공간 내에 있는 것으로 생각했었다 (예를 들면 곡면은 곡면의 주변 공간인 3차원 내의 공간으로 볼 수 있다). 베른하르트 리만의 연구로부터 내적 관점에서의 연구가 발전되기 시작했다. 내적 관점의 연구는 기하학적 대상 그 자체를 독립적으로 생각하기 때문에 기하학적 대상 밖으로 움직인다고 말할 수 없다. 내적 관점으로부터 만들어진 기초적인 결과중 하나는 가우스의 빼어난 정리이다. 가우스의 빼어난 정리는 가우스 곡률은 내적 불변량이라는 의미를 가진다. 내적 관점이 응용에 있어 더 유용할 때도 있다. 예를 들면 상대성이론에서 내적 관점은 유용하다. 시공간이 외적으로 생각하는 게 자연스러울 수가 없기 때문이다. (시공간 "밖"의 것은 무언가를 생각해보라.) 내적 관점에서는 곡률의 핵심적 개념과 아핀 접속과 같은 다른 개념들은 정의하기가 더 어렵다. 그러므로 각각의 관점마다 장점이 있다. 하지만, 이 기하학적 대상에 대한 두 가지 관점을 조화시킬 수 있다. 즉, 외적 관점의 기하학은 내적 관점의 기하학에 더한 어떤 구조로 생각할 수 있다.

## 응용
미분기하학은 수학 밖에서 폭넓게 응용된다.
이론 물리학은 미분기하학을 광범위하게 사용한다. 고전역학에서는 라그랑주 역학은 짜임새 공간의 접다발 위에서 정의되며, 해밀턴 역학은 짜임새 공간의 여접다발(위상 공간) 또는 보다 일반적으로 임의의 심플렉틱 다양체 위에 정의된다. 전자기학과 양-밀스 이론, 나아가 표준 모형은 시공간 위에 정의되는 주다발의 주접속과 곡률을 다룬다. 중력을 다루는 이론인 일반 상대성 이론은 유사 리만 다양체의 리치 곡률을 다룬다. 또한, 끈 이론에서는 칼라비-야우 다양체, 켈러 다양체와 초켈러 다양체 등 수많은 미분기하학적 개념들이 필수적이다.
경제학에서는, 미분기하학은 계량경제학에 쓰인다.
딥러닝, 컴퓨터 비전에서는, 이미지를 처리할 때 미분기하학을 쓴다.

## 같이 보기
- 비가환 기하학
- 수축량
- 게이지 이론 (수학)

## 참고 문헌
- 김강태 (2000). 《미분기하학》. 교우사. ISBN 978-898172226-5.
- 윤갑진 (2007). 《미분기하학》 개정판. 경문사. ISBN 978-89-6105-045-6.[깨진 링크(과거 내용 찾기)]
- 최대호 (2007). 《미분기하학》 3판. 경문사. ISBN 89-7282-000-8.[깨진 링크(과거 내용 찾기)]
- 박진석; 표용수; 김향숙 (2011). 《Mathematica를 활용한 미분기하학 개론》 8판. 경문사. ISBN 978-89-6105-424-9.[깨진 링크(과거 내용 찾기)]
- Pressley, Andrew N. (2012). 《Elementary differential geometry》. Springer Undergraduate Mathematics Series (영어) 2판. Springer. doi:10.1007/978-1-84882-891-9. ISBN 978-1-84882-890-2. ISSN 1615-2085.
- Gadea, Pedro M.; Muñoz Masqué, Jaime; Mykytyuk, Ihor V. (2013). 《Analysis and algebra on differentiable manifolds: a workbook for students and teachers》. Problem Books in Mathematics (영어) 2판. Springer. doi:10.1007/978-94-007-5952-7. ISBN 978-94-007-5951-0. ISSN 0941-3502.
- Lange, Serge (1999). 《Fundamentals of differential geometry》. Graduate Texts in Mathematics (영어) 191. Springer-Verlag. doi:10.1007/978-1-4612-0541-8. ISBN 978-0-387-98593-0. ISSN 0072-5285.
- Chern, Shiing-Shen; Chen, Wei-Huan; Lam, Kai-Shue (1999년 11월). 《Lectures on differential geometry》. Series on University Mathematics (영어) 1. World Scientific. doi:10.1142/3812. ISBN 978-981-02-3494-2.
- McCleary, John (2012년 11월). 《Geometry from a differentiable viewpoint》 (영어) 2판. Cambridge University Press. doi:10.1017/CBO9781139022248. ISBN 978-052113311-1.
- Lafontaine, Jacques (2010). 《Introduction aux variétés différentielles》 (프랑스어). Édition Diffusion Presse Sciences. ISBN 978-2-7598-0572-3.[깨진 링크(과거 내용 찾기)]